# Léon Mbou Yembi
Léon Mbou Yembi (15. ledna 1946, Ilendo – 3. srpna 2019) byl gabonský politik. Byl předsedou politické strany Africké fórum pro obnovu (FAR), malé radikální opoziční strany. V letech 2006 až 2011 byl místopředsedou Národního shromáždění.

## Životopis
Léon Mbou Yembi se narodil v Ilendu, jež leží nedaleko města Mouila. Později studoval ve Francii. Po zlegalizování více politických stran v Gabonu na počátku 90. let 20. století byl v parlamentních volbách v roce 1990 Mbou Yembi zvolen do Národního shromáždění. Zastával funkci předsedy Gabonské socialistické strany (PSG), která spolu s Gabonskou socialistickou unií (USG) a Hnutím za národní obnovu (MORENA) vytvořila v roce 1992 Africké fórum pro obnovu (FAR). Za tuto nově vzniklou stranu kandidoval i v prezidentských volbách v roce 1993. Podle oficiálních výsledků získal 1,83 % hlasů a skončil osmý ze třinácti kandidátů.
V dubnu 2005 vyjádřil Mbou Yembi naději, že by se opozice mohla domluvit na jediném kandidátovi, který by se v listopadu 2005 postavil ve volbách úřadujícímu prezidentu Omaru Bongovi. Řekl také, že před oficiálním zahájením kampaně by nemělo docházet k dřívějším kampaním a že je důležité zajistit, aby byly volby spravedlivé a transparentní. Jako zástupce opozice se stal členem smíšeného výboru pro reformu volebního procesu, která svoji činnost zahájila v květnu 2006 a sestávala z dvanácti členů Prezidentské většiny a dvanácti členů opozice.
Během parlamentních voleb v roce 2006 se stal poslancem Národního shromáždění a stal se jediným úspěšným kandidátem FAR v těchto volbách. V Národním shromáždění se stal místopředsedou Skupiny sil změny (GFC), parlamentní skupiny v níž byli i poslanci Gabonské unie pro demokracii a rozvoj (UGDD) a Kongresu pro demokracii a spravedlnost (CDJ). Později tuto funkci opustili, i když i nadále zůstal členem GFC.
Postavil se proti plánované privatizaci Gabon Telecom. V červnu 2007 řekl, že v případě privatizace jde o „urážku národní suverenity“. Souhlasil s návrhem vlády o zrušení trestu smrti a vyzval vládu aby záležitost předložila Národnímu shromáždění. V prosinci 2007 ostře kritizoval vládu za její údajné selhání, neboť byly vynaloženy značné finanční prostředky na komunikace a zdravotnictví, aniž bylo dosaženo viditelných výsledků. Také trval na tom, že je potřeba skutečná výměna vládních ministrů, ne pouze jejich přesouvání z jedné ministerské funkce do jiné.
Po smrti prezidenta Omara Bonga v červnu 2009, 16. července 2009 Mbou Yembi oznámil, že jeho strana nepostaví do voleb svého kandidáta, ale podpoří jediného kandidáta opozice. Řekl také, že tribalismus, regionalismus a etnická příslušnost by neměly být rozhodujícími faktory při výběru společného kandidáta opozice.
V listopadu 2009 vyjádřil nesouhlas se zákonem, který činil veřejnou službu neslučitelnou s vedoucí pozicí v politické straně. Zdůraznil, že strany musí být vedeny lidmi, kteří byli řádně informováni o politických záležitostech. Spolu s různými poraženými opozičními kandidáty a politickými stranami se FAR připojila ke koalici Koalice skupin a politických stran změny (CGPPA), která vznikla 15. listopadu 2009.